# Hotel Shanghai (Buch)
Hotel Shanghai ist ein Roman von Vicki Baum aus dem Jahre 1939, der ursprünglich unter dem Namen „Shanghai ˋ37“ veröffentlicht wurde. Er zählt zu den bedeutendsten deutschsprachigen Shanghai-Romanen. Mit dem Hoteltopos und der Form eines Großstadtromans gehört der Roman als zweites Werk in die Reihe ihrer drei Hotelromane: Menschen im Hotel, Hotel Shanghai und Hotel Berlin.

## Inhalt
Der Roman behandelt die Themen des Exils und der Heimatlosigkeit exemplarisch anhand der Zusammenführung verschiedenster Einzelschicksale, sodass die Exilthematik aus unterschiedlichsten kulturellen und soziografischen Perspektiven betrachtet wird. Die neun Hauptfiguren des Romans sind chinesischer, japanischer, russischer, amerikanischer und deutscher Herkunft. Entsprechend gehören sie nicht nur verschiedensten Nationen, sondern auch verschiedenen Kulturkreisen und zudem auch unterschiedlichen sozialen Milieus an. Durch die Thematisierung der verschiedenen Kulturen veranlasst Vicki Baum die Rezipienten, ihre eigene Sicht auf ihre jeweilige Kultur zu relativieren. Bei dem Großteil ihrer Figuren beschreibt Vicki Baum den Verlust der Heimat als ein ambivalentes Phänomen: die Trennung von der Heimat kann hier physisch als auch psychisch erfolgen, was von den Figuren als traumatisches Erlebnis erfahren wird.
Allerdings werden auch Perspektiven aufgezeigt, die durch die Konfrontation des Anderen eine neue Existenzform bzw. eine neue Auffassung von Identität ermöglicht.
Mit den verschiedenen Einzelschicksalen werden auch die verschiedenen politischen Probleme der Länder in und um die Kriegszeit herum beschrieben. Somit sind zentrale dem Roman zugrundeliegende Themen neben der Exilthematik der Ausbruch des Zweiten Japanisch-Chinesischen Krieges, der 1. Weltkrieg, der Versailler Vertrag, die Russische Revolution, die Anfänge des nationalsozialistischen Deutschlands, die amerikanische Massengesellschaft, die traditionelle japanische und chinesische Gesellschaft.
Auch wenn die Geschehnisse im Roman Übereinstimmungen mit realen historisch-politischen Geschehnissen aufzeigen, legt Vicki Baum den Fokus nicht auf die Rekonstruktion dieser, sondern auf die fiktiven Lebensläufe der neun Protagonisten.
Durch die Fokussierung dieser Einzelschicksale macht es der Roman möglich den realen Schicksalen näher zu kommen, die das kollektive Gedächtnis ansonsten nur schwer fassen kann. Vicki Baum verdeutlicht mit ihrem Werk, was Exil und Krieg in seinen unterschiedlichen Facetten bedeutet.
Grundlegend für das Verständnis des Romans ist das Verhältnis von Exil und Erinnerung, denn nur mittels der Erinnerung können die Exilerfahrungen für nicht Betroffene verständlich gemacht werden. Somit leistet der Roman eine Art der Erinnerungsarbeit.

## Handlung

### Einleitung
Vicki Baum baut ihren Roman äußerst spannungsfördernd auf, indem sie in einer knappen Einleitung von dem Bombeneinschlag auf Shanghai berichtet und vorweg nimmt, dass dieser neun Menschenleben einfordert, deren Lebensläufe und deren Weg nach Shanghai im ersten Teil des Romans geschildert werden sollen. Somit wird der Roman als Vorgeschichte dieses Ereignisses deklariert.

### 1. Teil: Die Menschen
In den ersten neun Kapiteln des Romans werden die jeweiligen Lebenswege der Protagonisten bis zu ihrem Eintreffen im Hotel Shanghai beschrieben. Jede Figur erhält ein ausführliches individuelles Kapitel, sodass sich die Handlung im ersten Teil des Romans in der Figurenbeschreibung widerspiegelt. Das Eintreffen im Hotel Shanghai findet kurz vor dem Ausbruch des Zweiten Japanisch-Chinesischen Krieges am 7. Juli 1937 statt.

### 2. Teil: Die Stadt
Hier werden das Zusammentreffen und die letzten Tage der Hauptfiguren in Shanghai geschildert. Die Leser werden hier fortwährend dazu angehalten, sich die Lebensgeschichten der einzelnen Figuren aus dem ersten Teil des Romans in Erinnerung zu rufen, sodass diese bei der Orientierung im zweiten Teil unterstützen können.
Die Großstadt fungiert hier als eine Art Sammelbecken für Vertriebene und Gestrandete aus aller Welt und repräsentiert somit einen Ort der kulturellen Vermischung, von der auch die Hauptfiguren in Mitleidenschaft gezogen werden, sodass sie sich mit ihrer eigenen Identität auseinandersetzen müssen. Diese wird infrage gestellt, neu bestimmt oder geht verloren. Infolgedessen wird die Stadt als kultureller Schmelztiegel beschrieben, der von wirtschaftlichen Interessen bestimmt ist.
Die Schicksale der Figuren sind alle miteinander verwoben. Die Protagonisten treffen in Shanghai nach und nach aufeinander, knüpfen Beziehungen, tauschen sich über ihre individuellen Wege in die Stadt aus und es wird beschrieben, welches Leben sie nun dort führen. Dies geschieht unter der ständigen Bedrohung des nahenden Krieges. Frank Taylor arbeitet in Shanghai und entwirft unter anderem die Plakate und Gesundheitsbroschüren für Yu Tsing Chang. Obwohl er mit Ruth Anderson verlobt ist, die ihm nach drei Jahren räumlicher Trennung nach Shanghai nachreist, fängt er eine Affäre mit Helen Russell an.
Diese leidet zunehmend unter ihrer Ehe mit Bertie Russell und erstickt ihn schließlich mit einem Kissen. Da sie die Schuld am Tod ihres Mannes zunächst von sich weisen will, versucht sie, Dr. Hain zu überzeugen, der Todesursache nicht näher auf den Grund zu gehen. Da dieser seine Pflichten als Arzt allerdings ernst nimmt, meldet er den fragwürdigen Tod. Die Todesursache wird näher ermittelt und Helen lenkt den Verdacht zunächst auf Kurt Planke. Dem Verhör wohnen schließlich Dr. Hain, Kurt, Yen, Frank und Helen bei. Nachdem alle Verdächtigten vernommen und ihre Unschuld festgestellt werden konnte, bleibt nur noch Helen Russell als Verdächtige. Dr. Hains Start in Shanghai war von Armut geprägt. Durch die medizinische Versorgung und Heilung des Kindes und der Frau eines einflussreichen Bankiers gelangt er zu einem Zimmer und zu einer Anstellung als Hoteldoktor im Hotel Shanghai. Zudem arbeitet er in einem Krankenhaus mit der Ehefrau Yu Tsing Changs zusammen.
Nach drei Jahren, in denen Dr. Hain auf die Nachreise seiner Ehefrau hofft, erhält er einen Brief, in dem sie ihm die Scheidung verkündet. Dies lässt für ihn eine Welt zusammenbrechen.
Kurt Planke bekommt von Dr. Hain ebenfalls ein Zimmer im Hotel Shanghai und die Anstellung dort als Klavierspieler vermittelt. Bo Gum Chang wohnt als Besitzer des Hotels im Drachengarten. Die Beziehung zu seinem Sohn Yu Tsing Chang, der für das Gesundheitsamt arbeitet, ist immer noch krisenhaft.
Yu Tsing konnte mit seiner Ehefrau nicht für einen Nachfolger sorgen, sodass Bo Gum Chang ihn überredet, mittels einer Konkubine für Nachwuchs zu sorgen, damit die Nachfolge der Familie gesichert ist. Als sein Vater krank wird und sich gegen eine Behandlung verwehrt, wird das Verhältnis zwischen Vater und Sohn besser. Ruth Anderson reist mit einem Schiff ihrem Verlobten nach Shanghai nach. Auf dieser Reise lernt sie Yoshio Murata kennen, der in Shanghai damit beauftragt wird, Helen Russell falsche Pläne zu vermitteln, die sie infolgedessen dem britischen Geheimdienst weiterleitet. Dies bleibt allerdings ohne Erfolg.
Frank Taylor und Ruth wollen in Shanghai direkt nach ihrem lang ersehnten Zusammentreffen heiraten. Die Hochzeit muss allerdings aufgrund des Beginns der Bombeneinschläge verschoben werden. Die Affäre zwischen Frank und Helen sorgt dafür, dass auch er in die Ermittlung des Todes Bertie Russells verwickelt ist. Da er dies Ruth verschweigt, begibt sie sich auf die Suche nach ihm und erlebt einen Bombeneinschlag hautnah mit. In dem Leiden und dem Tod um sie herum hilft sie einer Frau bei der Geburt ihre Kindes auf offener und zersprengter Straße. Lung Yen wohnt nicht im Hotel, trifft aber aufgrund seiner Tätigkeit als Rikschaträger und seiner Opiumsucht auf die Hotelgäste.
Im August 1937 wird das Hotel von einer chinesischen Fliegerbombe zerstört. Dieses Ereignis markiert das tragische Ende des Romans und stimmt mit den realen historischen Ereignissen überein. Als die Bombe in das Hotel einschlägt werden auf den letzten beiden Seiten die letzten Minuten der Protagonisten abschließend betrachtet.

## Figuren

### Emanuel Hain
Der promovierte Emanuel Hain stammt aus einer alten süddeutschen, jüdischen, zivilisierten und gebildeten Familie, die ihm eine wohlbehütete Kindheit ermöglichte. Er hat eine ausgeprägte Leidenschaft für Musik und spielt selbst Geige, entscheidet sich aber für ein Medizinstudium. Zuvor muss er allerdings das Einjährigenjahr beim Militär absolvieren. Er hegt den Wunsch, Offizier zu werden, allerdings rät ihm seine Mutter aufgrund seiner jüdischen Herkunft davon ab. Die Zeit während seines Studiums an der Universität Heidelberg prägten ihn grundlegend. Als sein Vater verstirbt, geraten Hain und seine Familie in Geldsorgen, sodass er eilig sein Studium beendet. Dies schafft er mit Auszeichnung und es zeigt sich, dass er ein grundlegendes Talent für seinen Beruf besitzt.
Er verliebt sich in Irene von Stetten und möchte sie heiraten. Ihr Vater stimmt aufgrund seiner jüdischen Herkunft allerdings zunächst nicht zu. Als der Erste Weltkrieg ausbricht und Hain schließlich doch als Offizier eingezogen wird, kann er Irene während einer schnellen Kriegstrauung heiraten. Im Krieg und als Arzt an der Front muss er das volle Leid des Krieges miterleben. Er wird verwundet und erhält das Eiserne Kreuz.
Während des Krieges bekommt er mit seiner Frau einen Sohn. Nach dem Krieg kann er endlich seinen Sohn richtig kennenlernen und bekommt eine Anstellung als Chefchirurg im Berliner Charlotten-Krankenhaus, die seine Karriere als Arzt begründet. Obwohl er seinen Sohn Roland liebt, gestaltet sich die Beziehung schwierig. Kurt Planke, ebenfalls Protagonist des Romans, ist der Sohn des ehemaligen Feldwebel Hains. Dieser wurde als Chauffeur der Familie angestellt, sein Sohn somit zu einem Ziehsohn Hains und ein Gefährte für seinen eigentlichen Sohn. Mit der wachsenden Macht der nationalsozialistischen Kräfte ist sich Hain der zunehmenden Gefahr für die Juden bewusst. Er legt sein Amt als Chefchirurg nieder, bevor eine Verordnung ihn dazu nötigen kann. Auf tragische Weise verstirbt sein Sohn Roland. Als seine Ehefrau eine Warnung von einem verwandten Staatsanwalt erhält, die Gestapo sei auf Hain aufmerksam geworden, fordert sie ihn auf, das Land zu verlassen.
Da er nicht ohne sie gehen will, verspricht sie ihm später nachzufolgen. Er kann ohne Probleme nach Paris ausreisen, verfällt dort aber in Trost- und Hoffnungslosigkeit. Das Einzige, was ihm noch Antrieb gibt, ist die Hoffnung auf ein Leben mit seiner Frau in einem neuen Land. In Frankreich erhält er keine Arbeitserlaubnis und auch Palästina will ihn nicht aufnehmen. Er beschließt, nach Shanghai zu gehen. Dort kann man ohne viel Eigenkapital einwandern und als Mediziner ohne dortiges Examen praktizieren. Er wird der Hoteldoktor des Hotels Shanghai und arbeitet in einer Klinik.

### Kurt Planke
Kurt Planke wurde in einer Fischerhütte an der Ostsee geboren, wuchs bei seinen Großeltern auf und verbrachte dort die ersten sechs Jahre seines Lebens. Nach dem Ersten Weltkrieg reist Kurt zu seinen Eltern nach Berlin. Dort wird er von Heimweh geplagt. Er hatte eine schlechte Beziehung zu seinem Vater. Heinrich Planke war der ehemalige Feldwebel Hains, der nach dem Krieg für diesen als Chauffeur arbeitet und überzeugter Anhänger der Nationalsozialisten wird. Kurt entwickelt eine enge Freundschaft zu Roland, Hains Sohn. Hain setzt sich für seine Ausbildung zum Musiker ein und sorgt dafür, dass er an der Hochschule für Musik unterrichtet. Durch den Tod Rolands, der Flucht Hains und den nationalsozialistischen Veränderungen verliert er all seine Bezugspunkte. Aufgrund seiner Kontakte zum Kommunismus wird er schließlich für drei Tage verhaftet und vernommen. Obwohl er gegen die Preisgabe von Informationen eine Stelle an einer Hochschule für Musik angeboten bekommt, sucht er die Ehefrau Hains auf. Er bittet sie um Geld, um Hain nach Paris folgen zu können, da ihm sonst das Konzentrationslager drohe. In Paris wohnt Kurt bei Hain, der bei einer ehemaligen Patientin untergekommen ist. Mit dieser geht Kurt ein romantisches Verhältnis ein und bekommt von ihr die Arbeit als Klavierspieler bei einer Tanzlehrerin vermittelt.
Als Emanuel Hain beschließt, nach Shanghai zu gehen, reist auch Kurt Planke mit ihm. Dort bekommt er durch Hain ein Zimmer im Hotel Shanghai und eine Anstellung als Klavierspieler.

### Yoshio Murata
Yoshio Murata wuchs als einziger Sohn einer japanischen Familie auf. Sein Großvater war ein alter Samurai, der ihm die Traditionen lehrte. Yoshio war ein ängstliches und zierliches Kind, sodass es häufig von anderen Kindern verprügelt wurde. Sein Vater verachtete das alte Japan und war ein Freund des Fortschrittes. Nachdem sein Großvater gestorben war, zogen sie nach Tokio, wo Yoshio Murata auch zur Schule ging. Da sein Vater selbst eine Zeit lang in Amerika gelebt hatte, führt er ihn auch an die westliche Kultur heran. In der Schule lernt Yoshio Englisch und Französisch. Zudem entdeckt er die Welt der Literatur und der Lyrik für sich.
Nach einem schlimmen Erdbeben kommt Kitaro in die Familie. Er ist der uneheliche Sohn seines Vaters, dessen Mutter bei dem Erdbeben verstirbt. Dem Wunsch seines Vaters nachkommend studiert Yoshio an der Waseda-Universität Nationalökonomie. Nach dem Examen reist er nach Amerika, um dort die Baumwollpflanzung zu studieren. Mit der neuen Kultur hat er Schwierigkeiten und erlebt hier bereits eine Irritation dieser. Die Begegnung mit einem Journalisten bewegt ihn dazu, sich dem Journalismus zuzuwenden. Er reist nach Frankreich und führt dort ein romantisches Verhältnis mit Jelena Trubova. Als sein Vater erkrankt, reist er in sein Heimatland zurück, welches sich in Kriegsvorbereitungen befindet. Er arbeitet als Kriegsberichterstatter und wird folglich auch an die Front geschickt. Nach seiner Rückkehr verheiraten ihn seine Eltern mit der Tochter eines bekannten Zeitungsherausgebers. Es wird die stille Abmachung getroffen, dass Yoshio dort eine Anstellung finden und Karriere machen sollte. Sein Bruder Kitaro ist an einer Revolution gegen die Minister beteiligt. Er lässt Yoshio zu sich rufen und begeht anschließend Harakiri, um für seine Taten zu sühnen. Als der Zweite Japanisch-chinesische Krieg ausbricht, da meldete er sich zum Militärdienst. So wurde er als Berichterstatter nach Shanghai geschickt.

### Jelena Trubova (Helen Russell)
Jelena Trubova ist ein russisches Findelkind, welches von der Familie Tschirikow in einem verlassenen Stationsgebäude gefunden wird und keine Erinnerungen an ihre Vergangenheit hat. Vermutlich sei sie aufgrund von Flucht dorthin gekommen. Für ihre neuen Eltern und die damit einhergehenden drei Geschwister empfindet sie Abneigung. Entsprechend lässt sie sich von diesen nicht Maßregeln, verschafft sich einen Revolver und macht deutlich, dass sie bei Beleidigungen von diesen Gebrauch machen würde. Jelena fantasiert über ihre Vergangenheit, sie sei eine Fürstin und gibt sich auch als solche aus. Nach der Schule beginnt sie eine Lehre zur Näherin, wird aber zeitnah zum Vorführen der Kleider genutzt. Der Chef des Schneidersalons bietet ihr an, sie für eine Dienstreise mit nach Paris zu nehmen. Sie nutzt die Gelegenheit, um ihrem aktuellen Zuhause zu entkommen. Aufgrund der entstehende Affäre mit ihm, gibt er ihr ausreichend Geld um für einige Monate alleine in Paris bleiben zu können.
Hier unternimmt sie verschiedene Versuche, um zu Ansehen und Reichtum zu gelangen. Da dies missglückt beschließt sie, sich einen Ehemann zu suchen. Sie nähert sich dem englischen Major Alden an, der um ihre Hand anhält, um seine wahre Sexualität zu verschleiern. Er begeht Suizid und mit bereits fünfundzwanzig Jahren wird sie Witwe. Nachdem ihr nachfolgender Verlobter noch vor der Hochzeit verstirbt und sein Besitz an seinen Neffen Bertie Russell übergeht, wird dieser auch für Jelena interessant. So wird sie zu Helen Russell, eine der reichsten Frauen Europas.
Mit ihrem neuen Ehemann, der der Sucht verfallen ist, reist sie um die Welt. Auf diesen Reisen wird sie als Informantin für den britischen Geheimdienst angeworben.

### Bo Gum Chang
Bo Gum Chang wächst als Ah Tai Chang auf einem Boot als Waise auf. Seine ältere Schwester zieht ihn auf und die Gedanken an Essen und Hunger bestimmen die ersten Jahre seines Lebens. Als er alt und kräftig genug ist, flieht er vor seinem Leben auf dem Boot und schlägt sich die nächsten Jahre mit diversen Arbeiten durch. Aufgrund seiner Kraft arbeitet er unter anderem als Kuli oder als Beschützer eines Dorfes. In einem Bordell wird er aufgrund seines Standes zurückgewiesen und beschämt. Dies entfacht einen grundlegenden Ehrgeiz. Er hat gelernt, Gewalt als legitimes Mittel anzusehen, um an sein Ziel zu gelangen. Er übernimmt die Führung einer Räuberbande, die einen Bankier als Geisel gefangen hält. Go Bum Chang kümmert sich um den Bankier und fordert schließlich eine Anstellung bei seiner Bank.
Der Bankier lässt ihm eine Erziehung zuteilwerden, sodass er Bildung und Höflichkeit erlangt. Daraufhin nennt er sich nicht mehr Ah Tai, sondern Bo Gum, was eine gehobene Bedeutung (das köstliche Gold) innehat. Da er nun festen Besitz vorweisen kann, lässt er nach seiner Familie suchen und sie zu sich reisen. Nach seiner Heirat bekommt er seinen Sohn Yu Tsing Chang, der auch einen Protagonisten in dem Roman verkörpert. Zu diesem hat er ein schwieriges Verhältnis, da sie vermehrt in Konflikte geraten. Weil der Anbau von Opium, mit dem er viel Geld verdient, in seiner Provinz verboten wird, reist er nach Shanghai. Er verlegt seine Bank dorthin und investiert in Grundstücke. So wird er Besitzer des Hotels Shanghai und einer der reichsten und einflussreichsten Männer der Stadt. Da er auch in Waffen und Munition investiert und diese verkauft, verdient er an den Kriegen. In der Großstadt traf er auf viel Neues, was ihn seine alten Verhaltensmuster (z. B. das Tragen seines langen Zopfes) anzweifeln lässt. Er ist grundsätzlich von traditionellen Wertvorstellungen geprägt, aber aufgrund seines Berufes mit der westlichen Kultur vertraut und toleriert diese. Somit zeigt er eine grundsätzliche Offenheit anderen Kulturen gegenüber.

### Lung Yen
Lung Yen wächst als glücklicher Bauernsohn in einer chinesischen Provinz auf. Das Leben seiner Familie wird durch die hohen Steuern im Zuge des Krieges und durch die damit einhergehende Zerstörung zunehmend schwieriger. Um das Ansehen der Familie zu bewahren und Schulden abbezahlen zu können, geht er in die Stadt. Dort arbeitet er als Wasserträger und steigt somit von der Klasse der Bauern zu der Klasse der Kulis ab. Er setzte sich über seine Familie hinweg, indem er sich gegen die für ihn vorgesehene Verlobte und für Jasmin entschied. Sie arbeitete als Dienstmädchen und wird von ihm schwanger. Daraufhin verloren sowohl sie als auch Lung Yen ihre Arbeit. Da er seine eigentliche Verlobte beschämt und somit Schande über seine Familie gebracht hat, sagen auch sie sich von ihm los. Er ist nun gezwungen, niedrige Arbeiten zu verrichten. Dies sieht der Doktor, der sich um die Geburt seines Sohnes kümmert und bietet ihm an, Jasmin und seinen Sohn in sein Haus aufzunehmen. Allerdings muss er seinen Sohn als Christ taufen lassen. Lung Yen bekommt eine Anstellung als Sesselträger von dem Doktor vermittelt. Aufgrund des Kriegs und der Unruhen gerät die Stadt in Brand und er glaubt, seinen Sohn seine Frau verloren zu haben.
In den Unruhen wird Lung Yen von Soldaten gefangen genommen. Gefangen, von seiner Familie verstoßen und voller Kummer nimmt er zum ersten Mal Opium. Er verfällt der Opiumsucht und arbeitet weiterhin als Kuli. Bereits mit sechsundzwanzig Jahren bekommt er Begleiterscheinungen der Sucht und lässt sich von Dr. Hain in einer Klinik für Kulis behandeln. Dieser zwingt ihn sich bei einer Opiumbekämpfungstelle zu melden. Falls er nach einem Jahr nicht entwöhnt sei, werde er geköpft werden.
Als opiumsüchtiger Kriegsflüchtling fasst Lung Yen das Infragestellen, die Neubestimmung oder sogar den Verlust der eigenen Identität prägnant zusammen: In der großen Stadt würden sich die Menschen verändern.

### Yu Tsing Chang
Der promovierte Yu Tsing Chang ist der Sohn des Bo Gum Chang, wächst entsprechend in einem reichen Hause auf und erfährt die traditionelle Bildung. Sein Vater schickt ihn nach Shanghai in die Schule von St. John.
Hier wird er nach westliche Erziehung erzogen und der Widerspruch zu seiner chinesischen Kindheit ist drastisch. Trotzdem passt er sich mit der Zeit an. Er wird in Englisch unterrichtet, wird getauft und erhält sogar den Namen John Chang, sodass seine Amerikanisierung weiter voranschreitet.
Mit achtzehn Jahren verlässt er die Schule und geht auf Reisen bevor er traditionell verheiratet werden soll. Auf diesen Reisen erhofft er sich seinen Weg zu finden, da er sich weder zum Christentum noch zu seiner chinesischer Herkunft zugehörig fühlt.
Er kehrt zurück, nimmt sich vor, Medizin zu studieren, wird mit Fong Lu verheiratet und geht mit ihr nach Kanton. Dort will er sich an der Revolution und der neuen Partei beteiligen. Yu Tsing arbeitet in der Propaganda-Abteilung der Partei, engagiert sich als Redner und vergisst in diesem Zuge sein Medizinstudium.
Schließlich geht er nach Hangkou und arbeitet dort zur Tarnung als Kuli. Während seine Frau schwanger ist, schließt er sich der [[Nationalrevolutionäre Armee<Armee der Revolutionären]] an, die nach Shanghai ziehen. Dort erlebt er die Ausmaße des Krieges und muss zum ersten Mal Töten und Kämpfen. Im Zuge dessen entsteht ein Konflikt mit seinem Vater, der den Krieg finanziell unterstützt. Er kehrt schließlich nach Hangkou zu seiner schwangeren Frau zurück. Als die Revolution zusammenbricht, verliert er seine Frau im Chaos aus den Augen, diese wird mehrere Tage gefoltert und erwürgt, woraufhin er sich zur Flucht entscheidet und mit anderen Flüchtlingen nach Moskau flieht.
Yu Tsing Chang besucht zunächst die Universität, studiert die Sprache und arbeitet anschließend in einer Fabrik. In dieser Zeit leidet er an starkem Heimweh nach China. Er findet innerlich zu seiner Heimat zurück, löst sich von Russland und reist nach Hause, wo noch immer Krieg herrscht. In sein Elternhaus zurückgekehrt findet er auch wieder zu seinem Vater. Sie kehren nach Shanghai zurück und von dort aus reist er nach Amerika, um sein Medizinstudium zu beenden. Er heiratet eine Medizinstudentin amerikanisch-chinesischer Herkunft und kehrt nach dem Abschluss seines Studiums nach Shanghai zurück, um dort das städtische Gesundheitsamt zu leiten.

### Frank Taylor
Frank Taylor wird als Sohn eines amerikanischen Pastors, der auf einer hawaiianischen Insel stationiert ist, geboren. Nachdem sich seine Eltern scheiden lassen, geht sein Vater mit ihm zurück nach Amerika und beide leben bei seiner Großmutter.
Nach dem Abschluss der Mittelschule wird sein Vater krank, sodass Frank nicht wie geplant nach Yale gehen kann. Stattdessen studiert er auf Wunsch seines Vaters Chemie an einer staatlichen Universität. Während dieser Zeit entdeckt er seine Liebe zur Fotografie. Als er volljährig wird, reist er nach Hawaii um seine Mutter zu besuchen. Dort lernt er seine zukünftige Ehefrau Chummy Page kennen. Sie heiraten überstürzt und erhalten von ihren Eltern finanzielle Unterstützung, damit er sein Studium beenden kann. Nebenbei verdient er sich etwas mit der Fotografie dazu und schnell wird klar, dass die frische Ehe zu bröckeln beginnt. Da er nach seinem Studium keine Anstellung findet, vermittelt sein Schwiegervater ihm in seiner Firma einen Bürojob. Nachdem seine Eltern kurz hintereinander sterben und er infolge des Börsenkrachs 1929 seinen Job verliert, versucht er, sich mit der Fotografie über Wasser zu halten. Er bekommt einen Job in einem fotografischen Laboratorium einer Filmgesellschaft. Sein Selbstbewusstsein erlangt zwar dadurch einen Aufschwung, seine Ehe zerbricht allerdings endgültig. Die Scheidung wird von der Presse breitgetreten, sodass er infolgedessen seinen Job verliert. Als er auf einem Flug seine zukünftige Verlobte Ruth kennenlernt, hat er den Tiefpunkt seines Lebens erreicht. Letztlich bekommt er durch den zweiten Ehemann seiner Mutter eine Stelle bei einer Film- und Foto-Firma in Shanghai vermittelt. Zunächst ohne Ruth reist er nach Shanghai.

### Ruth Anderson
Sie ist die Tochter einer schwedischen Einwandererfamilie in den USA. Schon in ihrer Kindheit entdeckt sie ihre Leidenschaft für Tiere, ihre Nächstenliebe und vor allem den Wunsch medizinisch zu helfen. Ihr Vater Jack Anderson entwirft die Anderson-Gotik und kommt so zu viel Geld. Ruth macht ihren Abschluss, geht aufs College und hat den dringenden Wunsch, Kinderärztin zu werden. Durch den Börsenkrach 1929 geraten die Andersons in Schulden, sodass Ruth nicht mehr zum College gehen kann. Nach dem Tod ihres Vaters beginnt sie die Lehre zur Krankenschwester, da nicht genug Geld für ein Medizinstudium vorhanden ist. Sie tritt in die Schwesternschule des Urban-Krankenhauses ein und wohnt in einem alten Seitenflügel des Krankenhauses mit vier anderen Mädchen. Nach der Prüfung wird sie in der Entbindungsstation eingestellt und ist glücklich. Da sie auch ihre Mutter mitfinanzieren muss, nimmt sie aufgrund des Geldmangels eine Stelle als Krankenschwester bei einer Fluglinie an. Diese haben eine gelernte Krankenschwester als Stewardess gesucht. Bei einem turbulenten Flug lernt sie Frank Taylor kennen und verliebte sich in ihn. Nach diesem Erlebnis konnte sie nicht mehr beruhigt in ein Flugzeug steigen und bekommt in New York eine Stelle als Empfangsschwester. Als Frank wegen eines Jobs nach Shanghai reist, muss sie drei Jahre warten, bis sie endlich die Nachricht erhält, dass sie ihm folgen kann. Sie gibt in Amerika alles auf und reist ihm nach Shanghai nach.

## Form und Epochenzuordnung
Der Roman „Hotel Shanghai“ lässt sich in die Epoche der Exilliteratur einordnen. Zu dieser können all jene Werke gezählt werden, die sich thematisch mit den Erfahrungen des Exils befassen. Vicki Baum legt in ihrem Roman neben der Behandlung realer historisch-politischer Geschehnisse den Fokus auf die Darstellung der neun Einzelschicksale im Exil. Dies stellt eine erzähltechnische Doppelstruktur dar, die kennzeichnend für ihre Romane ist. Auf der ersten Ebene bilden hierbei die Sozialmelodramen die soziale und historische Realität der zeitgenössischen Gesellschaft ab. Auf der zweiten Ebene hingegen werden romantische und existentielle Topoi mit den Themen wie Liebe, Tod, Grausamkeit und Leidenschaft aufgezeigt. Die Rezipienten sind angehalten, diese Topoi mit ihren eigenen Vorstellungen zu füllen und zu verknüpfen.
Dem Roman liegt eine Erzählstrategie zugrunde, die bewusst Reales und Fiktives vermengt, sodass eine Art Erinnerungsraum geschaffen wird. Der realen Zeit werden die fiktiven Lebensläufe gegenübergestellt. So wird ein Erinnerungsprozess bei den Rezipienten des Romans ermöglicht, indem das kollektive Gedächtnis fassbar gemacht wird. Die fiktiven Schicksale werden in Verbindung zu den realen historisch-politischen Geschehnissen gesetzt, sodass die einzelnen Schicksale der Figuren zu eine Art Stellvertreter von realen Schicksalen werden. Vicki Baum bedient sich zahlreicher filmischer Mittel wie beispielsweise abrupte Szenen- und Perspektivwechsel, die Verwendung von chliffhangern und die zeitliche Überlappung von Szenen. Keine der Figuren ist ein reiner Sympathieträger und auch die Figureigenschaften werden in keiner Form bewertet. Entsprechend liegt es bei den Rezipienten zu einem subjektiven Urteil zu gelangen, sodass die Identifikation mit jenen Figuren auf individuelle Zuschreibungen beruht. Der erste und der zweite Teil des Romans unterscheiden sich erzähltechnisch signifikant. Im ersten Teil werden die neun Vorgeschichten, bis auf perspektivische Verschränkungen eigenständig erzählt. Die Schauplätze sind unterschiedlich und es entsteht ein weltumspannendes Erzählen, indem China nicht die Hauptrolle einnimmt. Die Beschreibungen der Einzelbiographien sind transnational angelegt, sodass die Nationalität der jeweiligen Personen zugunsten der Akkulturation in den Hintergrund rückt. Die erzählte Zeit der Vorgeschichten umfasst ca. vierzig bis sechzig Jahre, sodass sich daraus ein gerafftes Erzählen ergibt. Im zweiten Teil hingegen wechselt die Perspektive zwischen den verschiedenen Figuren, damit einher gehen zahlreiche zeitliche Rückblenden. Die Orte der Handlung sind vielfältig, beschränken sich in diesem Teil jedoch lediglich auf die Stadt Shanghai. Da sich die erzählte Zeit hier nur auf wenige Tage beschränkt, ist das Erzähltempo nun deutlich verlangsamt und teilweise sogar zeitdeckend. Wie schon im ersten Teil des Romans werden unterschiedliche Ereignisse aus den verschiedenen Perspektiven der neun Protagonisten beleuchtet. Die typische Erzählweise im zweiten Teil sind die längeren Erzählkommentare im Präsens, die in der Erzählung zwischen geschaltet werden.

## Historischer Hintergrund
Während ihres Exils ab 1932 in den USA unternahm Vicki Baum in den Jahren 1935 und 1936 mehrere längere Reisen, bei denen sie jeweils für einige Tage in Shanghai verweilte. Im Jahr 1938 schrieb sie daraufhin in wenigen Monaten ihren Roman „Hotel Shanghai“, der zunächst als Fortsetzungsroman in der Zeitschrift Cosmopolitan veröffentlicht wurde. Die Stadt Shanghai, als Schauplatz des Romans, ist ein Ort deutscher und österreichischer Geschichte. Zwischen den Jahren 1933 und 1941 flohen tausende politische Flüchtlinge aus Europa nach Shanghai, da hier für die Einreise kein Visum gefordert wurde. Somit wurde die Stadt zu einem Ort, an dem eine Vielzahl von Kulturen, Interessengegensätze, globale Probleme und politische Einstellungen aufeinander trafen. Da Vicki Baums Werke ab 1933 in Deutschland verboten wurden, erschien der Roman „Hotel Shanghai“ zunächst im Querido Verlag, einem Amsterdamer Exilverlag.

## Stellung in der Literaturgeschichte und Rezeption
Seit ihrem Roman „Menschen im Hotel“ gilt Vicki Baum in Deutschland als eine Erfolgs- und Bestsellerautorin. Ihre Werke nehmen eine besondere Stellung in der Literatur der Weimarer Republik und in der Exilliteratur ein. In der Nachkriegszeit wurde sie im Kontext der Trivialliteraturforschung rezipiert. Der Roman „Hotel Shanghai“ ist ähnlich zu ihren anderen Romanen kommerziell ausgerichtet und richtet sich an ein Massenpublikum, das an die Erzählstrukturen des Hollywood Kinos gewöhnt ist. Er wird in den Zusammenhang mit der regelrechten Shanghai-Mode der europäisch-amerikanischen Belletristik in der ersten Hälfte des 20. Jahrhunderts gebracht. Im Jahr 2008 erfuhr der Roman erneut Aufmerksamkeit, indem er von Elke Heidenreich in der TV-Sendung ‚Lesen!‘ vom 25. Januar 2008 vorgestellt wurde.
Der Roman wurde in mehr als 20 Sprachen übersetzt. Er wird weiterhin neu aufgelegt, wie beispielsweise in der neuen Ausgabe des Verlages Kiepenheuer & Witsch im Jahr 2021. Dementsprechend gilt der Roman als ein Bestseller, der im Jahre 1996 unter der Regie von Peter Patzak verfilmt wurde.

## Deutsche Ausgaben
- Vicki Baum: Hotel Shanghai. Querido Verlag, Amsterdam 1939.
- Vicki Baum: Hotel Shanghai. Büchergilde Gutenberg, Frankfurt am Main 1953.
- Vicki Baum: Hotel Shanghai. Kiepenheuer & Witsch, Köln 1953, 1975, 1985, 1997, 2007, 2018 und 2021.